# Raúl Ballefín
Raúl Ballefín Galeano (Minas, 23 ottobre 1923 – Montevideo, 19 febbraio 2013) è stato un cestista e allenatore di pallacanestro uruguaiano.

## Carriera
Alla guida dell'Uruguay ha vinto il bronzo ai FIBA South American Championship 1963. Ha inoltre allenato la Colombia.